# Proctor (personaggio)
Proctor è un personaggio immaginario della serie cinematografica di Scuola di polizia e dell'omonima serie animata, interpretato da Lance Kinsey nei film, e doppiato da Mario Cordova nei film e da Sergio Romanò nella serie animata.

## Caratteristiche
Proctor è il tenente della scuola di polizia, nonché il leccapiedi del capitano Harris e del comandante Mauser.

Nella sua apparizione, nel secondo e terzo film, sta con Mauser, ma successivamente, negli ultimi tre film (tranne il settimo) e anche nella serie animata, si vede poi con Harris.

È sempre sull'attenti con animo generoso, ma dato che è così tonto, viene trattato male da Harris, che gli grida sempre contro. Finisce sempre nei guai insieme al suo capitano. Come i suoi superiori, Harris e Mauser, nutre profonda antipatia per Mahoney e, quando costoro gli impongono di sospenderlo o di metterlo in cattiva luce, lui obbedisce senza se e senza ma.